# Sécespite

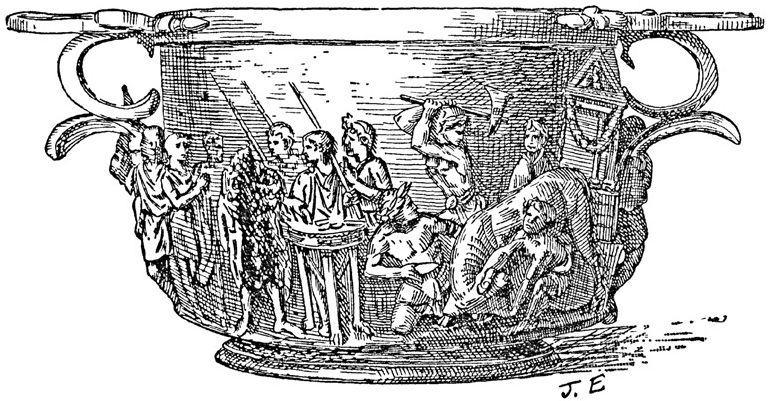
Sacrifice pour le triomphe de Tibère. Le victimaire frappe la victime à la tête avec la "sacena" ou hache pontificale, tandis qu'un aide agenouillé tient une "sécespite" avec laquelle, après l'abattage, il va ouvrir la victime pour en extraire les "exta" destinés à être examinés par les haruspices, puis la dépecer pour en distribuer les chairs.

Une sécespite ou secespita est un objet cultuel de la Rome antique. Il s'agit d'un type de couteau dont les Romains se servaient pour ouvrir après le sacrifice le corps des victimes, abattues auparavant par le victimaire d'un coup sur la tête au moyen de la hache pontificale (securis pontificalis) ou sacena ou acieris, et en extraire les "exta", organes destinés à l'examen des haruspices, puis à la dépecer pour en distribuer les chairs. Elle servait également à couper le secivum, une sorte de gâteau.

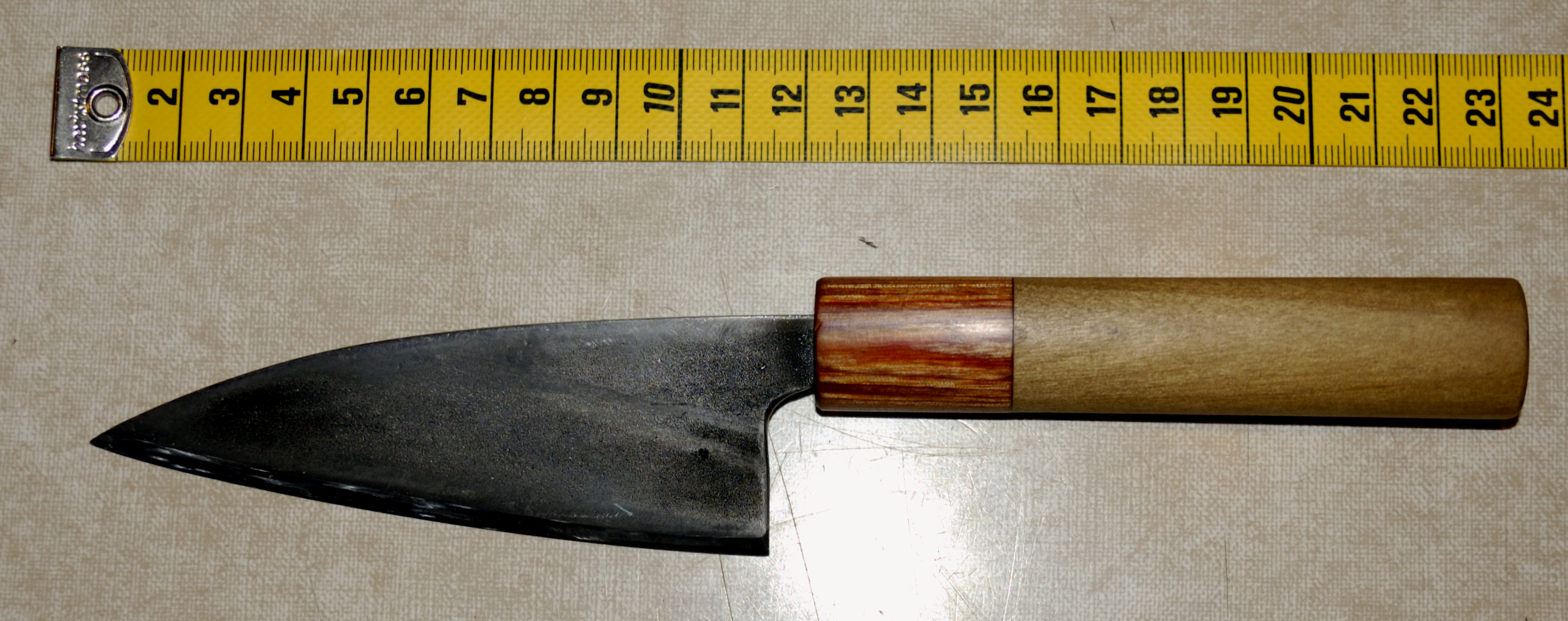
Le couteau japonais appelé "ajikiri" ressemble au "sécespite".

La secespita ressemble à une feuille de boucher actuelle de forme triangulaire ou au couteau japonais appelé ajikiri.

## Présentation
La sécespite fut utilisée dans le cadre des sacrifices par les flamines, vestales et autres prêtres et elle nous est connue par des descriptions de Servius, de Festus et de Paul Diacre. Il ne faut pas la confondre avec la hache pontificale (securis pontificalis) ou sacena qui est avec le simpulum, l'un des attributs du grand pontife.
Certains auteurs modernes, s'appuyant sur une description non confirmée de Paul Diacre, y voient plutôt une hache ou un couperet.

« Secespita, cultrum ferreum, oblongum, manubrio eburneo, rotundo, solido, vincto ad capulum argento auroque fixum, clavis aeneis, aere Cyprio, quo flamines, flaminicae, virgines pontificesque ad sacrificia utebantur. Dicta autem est scespita a secando. »

— Antistius Labeo

### Sources et bibliographie
- Festus, De la signification des mots, trad. Auguste Savagner,
- Servius, Commentaire sur l'Énéide de Virgile, IV, 262,
- Charles Victor Daremberg et Edmond Saglio, Dictionnaire des Antiquités grecques et romaines, 1877-1919,
- Encyclopédie de Diderot et d'Alembert, 1765,

|  | Cet article contient des extraits de l'Encyclopédie ou Dictionnaire raisonné des sciences, des arts et des métiers, publiée au XVIIIe siècle dont le contenu se trouve dans le domaine public. |